# Opuntia azurea
Opuntia azurea ist eine Pflanzenart in der Gattung der Opuntien (Opuntia) aus der Familie der Kakteengewächse (Cactaceae). Das Artepitheton azureus stammt aus dem Lateinischen, bedeutet himmelblau und verweist auf die Farbe der Triebe der Art.

## Beschreibung
Opuntia azurea wächst kompakt zwergbaumartig, ist aufrecht und erreicht Wuchshöhen von 1 bis 2 Meter. Ein Stamm ist vorhanden. Die glauk grünlich blauen, kreisrunden bis verkehrt eiförmigen Triebabschnitte sind 10 bis 15 Zentimeter lang und weisen ebensolche Durchmesser auf. Die zahlreichen Glochiden sind dunkel. Die ein bis drei ungleichen, etwas spreizenden Dornen sind 2 bis 3 Zentimeter lang und sind im Alter fast schwarz.
Die Blüten sind leuchtend gelb. Die roten, eiförmigen bis kugelförmigen, unbedornten Früchte sind essbar.
Die Chromosomenzahl beträgt 2n = 22.

## Verbreitung und Systematik
Opuntia azurea ist in den mexikanischen Bundesstaaten San Luis Potosí, Zacatecas, Durango und Aguascalientes verbreitet.
Die Erstbeschreibung erfolgte 1909 durch Joseph Nelson Rose. Nomenklatorische Synonyme sind Opuntia violacea var. azurea (Rose) Lodé (1996, nom. inval. ICBN-Artikel 33.3, 43.1) und Opuntia macrocentra subsp. azurea (Rose) Guiggi (2012).

## Nachweise